# Кулук (река)
Кулук (также Кулун; баш. Ҡолоҡ) — река в России, протекает по Ишимбайскому району Башкортостана. Правый приток реки Сикася. Представляет собой горный ручей на западном макросклоне Южного Урала длиной 1,5 километра.

## Охранный статус
Окрестности реки Кулук получили статус памятника природы в 1985 году. ООПТ была создана для защиты типичных сообществ широколиственных лесов западного макросклона Южного Урала.
Часть территории Памятника природы лежит на территории Ишимбайского заказника, организованного в 1971 году. В 2014 году включён в состав заказника.